# 권력 분립

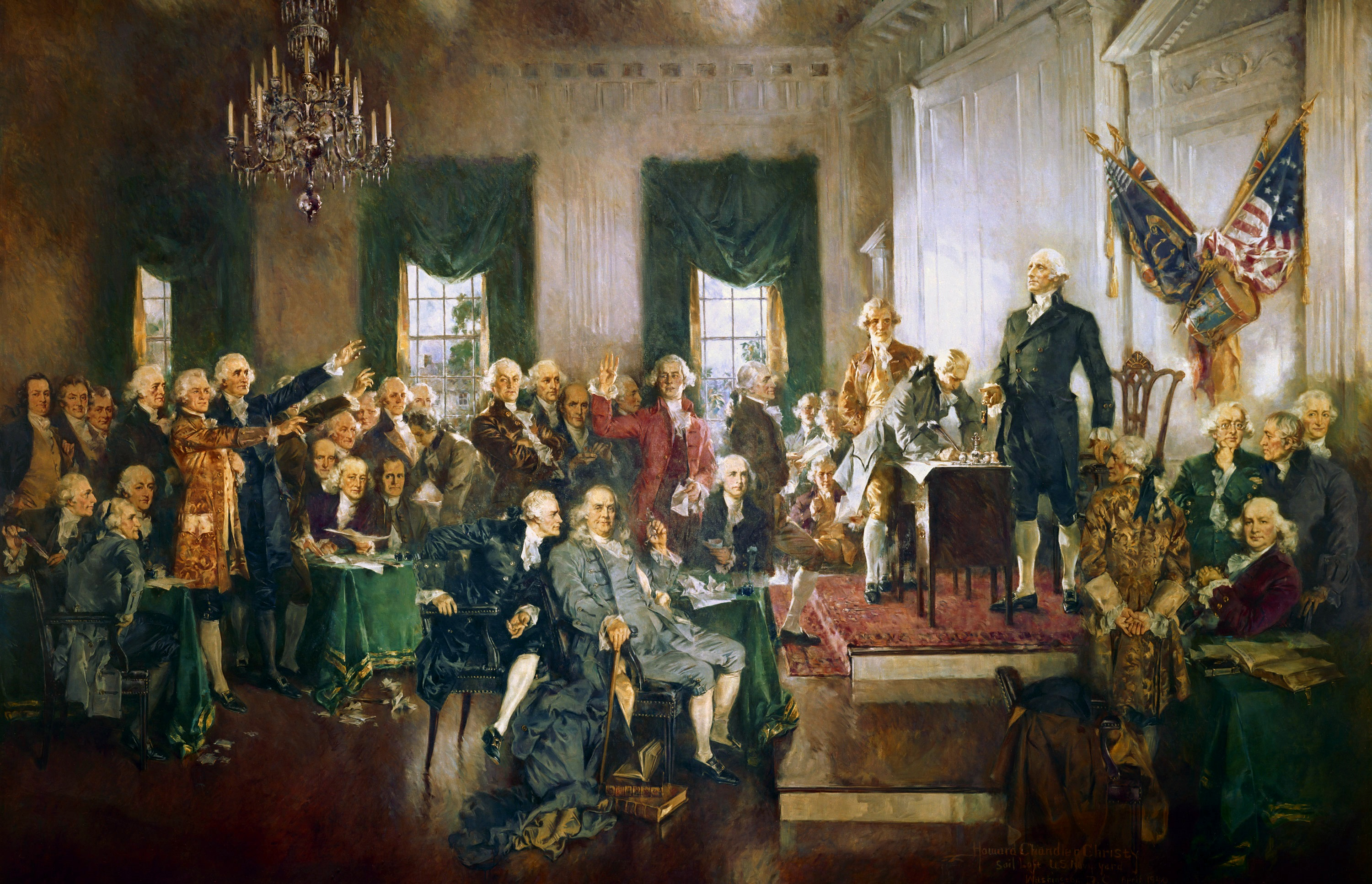
1787년 필라델피아 비밀헌법회의에서 세계최초의 삼권분립을 명시한 미국 헌법이 제정되었다

권력분립(權力分立, 영어: separation of powers)은 나라를 다스리는 권력을 셋으로 나누고, 그 나눠진 일을 독립한 세 기관이 각각 맡게 하여, 어느 기관도 국민의 자유나 이익을 무시하는 일을 독단적으로 하지 못하도록 서로 견제하게 하는 제도를 말한다. 국민의 자유를 보장하기 위하여 국가의 권한을 분산해 그것들을 서로 다른 부서에 전담시켜 이들 간에 상호적 견제, 세력 균형을 유지시키려는 통치제도다.
역사적으로는 미국 헌법이 사상 최초로 권력분립을 명시하였으며, 미국 연방대법원이 사법심사 제도를 판례법으로 확립함으로써 사법권의 지위를 입법권·행정권과 동등한 수준으로 격상시켰다. 대한민국에서는 주로 입법권, 행정권, 사법권 사이의 삼권분립(三權分立, 라틴어: trias politica, 영어: three branches of government)이라는 표현으로 권력분립을 지칭한다.

## 권력분립과 지방분권
권력분립은 두 가지 관점에서 바라볼 수 있는데, 하나는 중앙 권력, 곧 중앙 정부의 권력을 행정부, 입법부, 사법부와 같이 둘 또는 셋으로 나누는 것이고, 다른 하나는 행정권 또는 그 밖에 다른 권력을 중앙 정부와 지방 정부로 나누는 것을 말한다. 전자는 흔히 권력분립이라 일컬으며, 후자는 지방분권라는 말로 나타낸다.

## 역사
영국의 존 로크와 프랑스의 계몽주의 정치철학자인 몽테스키외에게서 비롯되었으며, 민주주의 국가의 정부 조직 방법 중의 하나이다. 권력분립 아래에서 국가의 권력은 각각 독립된 조직으로 나뉘며 각 조직은 서로에 대해 견제한다. 보통 권력분립이라 하면 삼권분립을 의미한다. 이에 따라 국가의 권력은 행정권, 입법권, 사법권으로 나뉘어 각각 행정부, 입법부, 사법부가 권한을 갖는다.

## 내용
국가작용을 일반적·추상적 법규범을 정립하는 "입법작용", 일반적 법규범을 개별적 사건에 적용하여 구체적 쟁송(爭訟)을 해결하는 "사법작용", 일반적 법규범의 구속을 받으면서 자발적·적극적으로 국민생활을 지도·통제·배려하는 "행정작용"으로 나누어, 입법작용은 주로 의회에, 사법작용은 독립적인 법원에, 행정작용은 주로 정부에 귀속시키는 것이다.

### 대한민국의 권력 분립
- 행정부(行政府): 정부
- 입법부(立法府): 국회

대한민국의 권력분립 구조

- 사법부(司法府): 대법원 및 헌법재판소[1]

## 권력분립의 위기
권력분립이 참으로 자유 보장의 의미를 지니기 위해서는 국가작용이 구별되어 국가작용의 담당자가 정치적 실체(實體)에서도 서로 다를 필요가 있는 것이나 현대국가에서는 입법작용이 행정적 성격을 띠며, 행정작용이 입법적 성격을 띠며, 또한 의회를 지배하고 있는 정당이 정부까지도 장악하고 있기 때문에 오늘날 권력분립은 심각한 위기에 처해 있으며, 새로운 방향을 모색하고 있다.

## 프랑스 인권선언
"권리의 보장이 확보되어 있지 않고, 권력의 분립이 규정되어 있지 아니한 모든 사회는 헌법을 가지고 있지 아니하다."라고 규정한 1789년의 프랑스 인권선언에 이은 혁명기의 프랑스 제헌법 중에 채택된 이래 권력분립은 근대적 헌법의 공리(公理)로 되기에 이르렀다.

## 비판
권력분립의 옹호자는 이것이 민주주의를 수호한다고 생각하는 반면, 권력분립의 반대자는 권력이 분립되어도 행정권의 거대화로 인한 입법권의 축소로 행정적 독재가 촉진된다고 생각한다.

## 세계인권선언
세계인권선언과 그 실천규약인 사회권 규약, 자유권 규약에, 사법부 독립의 조문이 명시되었다. 세계인권선언은 그냥 선언일 뿐 법률로서의 효력은 없다고 하지만, 실천규약은 남북한을 포함, 전 세계 거의 대부분의 국가에서 법률로 시행되고 있다.
세계인권선언 제10조
모든 사람은 자신의 권리, 의무 그리고 자신에 대한 형사상 혐의에 대한 결정에 있어 독립적이며 공평한 법정에서 완전히 평등하게 공정하고 공개된 재판을 받을 권리를 가진다.
자유권 규약 제14조 제1항

모든 사람은 재판에 있어서 평등하다. 모든 사람은 그에 대한 형사상의 죄의 결정 또는 민사상의 권리 및 의무의 다툼에 관한 결정을 위하여 법률에 의하여 설치된 권한 있는 독립적이고 공평한 법원에 의한 공정한 공개심리를 받을 권리를 가진다. 보도기관 및 공중에 대하여서는, 민주 사회에 있어서 도덕, 공공질서 또는 국가안보를 이유로 하거나 또는 당사자들의 사생활의 이익을 위하여 필요한 경우, 또는 공개가 사법상 이익을 해할 특별한 사정이 있는 경우 법원의 견해로 엄격히 필요하다고 판단되는 한도에서 재판의 전부 또는 일부를 공개하지 않을 수 있다. 다만, 형사소송 기타 소송에서 선고되는 판결은 미성년자의 이익을 위하여 필요한 경우 또는 당해 절차가 혼인관계의 분쟁이나 아동의 후견문제에 관한 경우를 제외하고는 공개된다.

## 대한민국 헌법재판소 결정례
대한민국 헌법재판소가 권력분립 원칙에 관하여 내린 결정으로 아래의 두 사례를 참조할 수 있다.
- 법관으로 하여금 증거조사에 의한 사실판단도 하지말고, 최초의 공판기일에 공소사실과 검사의 의견만을 듣고 결심하여 형을 선고하라는 것은 입법에 의해서 사법의 본질적인 중요부분을 대체시켜 버리는 것에 다름 아니어서 우리 헌법상의 권력분립원칙에 어긋나는 것이다.[3]
- 대한민국 헌법은 국가권력의 남용으로부터 국민의 자유와 권리를 보호하려는 법치국가의 실현을 기본이념으로 하고있고 자유민주주의 헌법의 원리에 따라 국가의 기능을 입법 행정 사법으로 분립하여 견제와 균형을 이루게 하는 권력분립제도를 채택하고 있어 행정과 사법은 법률에 기속되므로 국회가 특정한 사항에 대하여 행정부에 위임하였음에도 불구하고 행정부가 정당한 이유 없이 이를 이행하지 않는다면 권력분립의 원칙과 법치국가의 원칙에 위배되는 것이다.[4]

## 같이 보기
- 입법부
- 행정부
- 사법부
- 지방자치
- 중화민국 총통 & 중화민국 헌법 & 오권분립 - 참고로, 타이완(대만)은 3권분립이 아닌 5권분립을 시행하고 있다